# ワーグナー/偉大なる生涯
『ワーグナー/偉大なる生涯』（原題：Wagner）は、イギリス、オーストリア、ハンガリー合作。ドイツの作曲家リヒャルト・ワーグナーの没後100年に合わせて1983年に制作されたテレビドラマ。ワグナーの生涯を、全10話（三部構成）、約8時間の大作として描いている。主演はリチャード・バートン。
日本では、TBSテレビにて『ワグナーの生涯』のタイトルで放送。後に現行タイトルに改題されソフトが発売された。

## 概要
監督のトニー・パーマーは本来、長編映画としての公開を想定しており、計7時間46分の本作品が完成したが、最初はアメリカ合衆国などでいくつかの場面が削除され約5時間に短縮編集されたものが公開された。その後、全10話のミニシリーズとして再構成した上でテレビ放映され、2011年にトニー自らマスタリングしたディレクターズ・カット版がDVDでリリースされた。
製作は、ワーグナーの孫であるヴォルフガング・ワーグナーの協力、監修のもとで行われた。撮影はノイシュヴァンシュタイン城やヘレンキームゼー城、ミュンヘン・レジデンツ、バイロイト祝祭劇場など本格的な場所で行われ、他のロケーション撮影もハンガリー、スイス、イタリア（シエーナ、トスカーナ州、ヴェネツィア）、ドイツ（ウィーン）、ダブリンなど様々な国でされている。
ワーグナーの楽曲に関しては、本作のために新録音されたものを使用。ゲオルグ・ショルティが主席指揮者と音楽監督を務め、ロンドン・フィルハーモニー管弦楽団演奏により録音された。
リチャード・バートンの演技について、トニーは後に「今でも彼より上手くやってのけることができた人は誰もいない」と語っている。

## キャスト
※括弧内は日本語吹替（テレビ版・ソフト未収録）
- リヒャルト・ワーグナー: リチャード・バートン（森川公也）
- コジマ・ワーグナー: ヴァネッサ・レッドグレイヴ（此島愛子）
- フィスターマイスター: ジョン・ギールグッド
- プフォイファー: ローレンス・オリヴィエ
- ミンナ: ジェマ・クレイヴン
- マティルデ・ヴェーゼンドンク: マルト・ケラー
- ルートヴィヒ・フォン・デア・プフォルテン: ラルフ・リチャードソン
- オットー・ヴェーゼンドンク: リチャード・パスコ
- カール・リッター: ガブリエル・バーン[6]
- ジャコモ・マイアベーア: ヴァーノン・ドブチェフ
- フランツ・リスト: エッケハルト・シャル
- ハンス・フォン・ビューロー: ミゲル・ヘルツ＝ケストラネク
- ルートヴィヒ2世: ラズロ・ガルフィ
- フリードリヒ・アウグスト2世: ウィリアム・ウォルトン
- ユリウス・シュノル・フォン・カロルスフェルト: ペーター・ホフマン
- マルヴィーナ・ガリゲス: ギネス・ジョーンズ
- アルベルト・ニーマン: ジェス・トーマス
- テイラー夫人: ジョーン・プロウライト
- ポラート夫人: プルネラ・スケイルズ
- フリードリヒ・ニーチェ: ロナルド・ピックアップ
- クレスピ: フランコ・ネロ
- メーザー: アーサー・ロウ
- プシネッリ: コリン・レッドグレイヴ
- スルザー: シリル・キューザック
- ペーター・コルネリウス: クリストファー・ゲイブル
- パウリーネ・フォン・メッテルニヒ: ダフネ・ワーグナー[7]
- ナレーター: ドナルド・モファット

## スタッフ
- 監督: トニー・パーマー
- 製作: アラン・ライト
- 脚本: チャールズ・ウッド
- 撮影: ヴィットリオ・ストラーロ
- 音楽: リヒャルト・ワーグナー、イヴァン・フィッシャー
- 指揮: ゲオルグ・ショルティ
- 日本語版プロデューサー: 熊谷国雄
- 日本語版監修: 三光長治、三宅幸夫

## 作品の評価
公開時、ヨーロッパの主要な音楽ジャーナル誌から熱烈なレビューを受けた。
ディ・ヴェルトは「素晴らしい...技術的に素晴らしい..音楽的にも映画的にも最高レベルで、それは間違いなく世界中でヒットの行列を掴み取るだろう」と評し、サンデー・タイムズは「注目に値する作品。1分も長すぎる場面がない...英国の栄光の映画でスクリーンを席巻する大胆な作品」と評した。一方、アメリカ合衆国では短縮編集版で放送されたため、ニューヨーク・タイムズでは「大げさなキッチュ」や「巨大な災害」と評している。